# Гордана Терић
Гордана Терић (Сарајево, 1950‒ 3. фебруар 2022, Београд) била је српски италијаниста и редовни професор Универзитета у Београду. На Катедри за италијанистику Филолошког факултета предаје Синтаксу италијанског језика, Историјску граматику италијанског језика, Историју италијанског језика и Упоредну граматику романских језика.

## Биографија
Гордана Терић дипломирала је на Филолошком факултету у Београду упоредо италијански и енглески језик, са шпанским и француским као изборним језицима. Магистрирала је с темом Дефиниција и дескрипција основних јединица у италијанској синтакси. Године 1980. почиње радити на Филолошком факултету као асистент, а 1981. одлази у Рим на усавршавање, на Универзитет La Sapienza, где је од 1984. до 1986. радила као лектор за српски језик. Докторирала је 1988. с темом Структуре и вредности посесива у италијанском језику. Постала је доцент за италијански језик 1989, а ванредни професор шест година касније (1995). Звање редовног професора на Филолошком факултету у Београду стекла је 2006. године. На докторским студијама предаје Упоредну граматику романских језика.
Суделовала у раду многих научних скупова у земљи и иностранству. Да употпуни своје знање из романске филологије, две академске године (1997—1999) похађала је први течај португалског језика на Филолошком факултету код познатог бразилског професора Карлоса А. Фреиреа.